# Minimalni polinom
U različitim područjima matematike, minimalni polinom objekta a je u određenom smislu normirani polinom p najmanjeg mogućeg stupnja takav da je p(a) = 0. Posebno je značajan pojam minimalnog polinoma u linearnoj algebri i teoriji polja.

## Linearna algebra
U linearnoj algebri, minimalni polinom kvadratne matrice A je monični polinom p najmanjeg mogućeg stupnja takav da je
p(A) = 0.
Svaka matrica A ima jednoznačno određen minimalni polinom; on se najčešće označuje sa μA. Minimalni polinom matrice dijeli svaki od polinoma koji je poništavaju, tako da se može odrediti i kao njihov najveći zajednički djelitelj, odnosno kao monični generator glavnog ideala
{ p ∈K[X] : p(A) = 0 } = (μA)
u prstenu polinoma K[X].
Slične matrice imaju jednake minimalne polinome. Minimalni polinom linearnog operatora L je minimalni polinom bilo koje od njegovih matrica (koje su sve međusobno slične). Istovremeno, to je i monični polinom p najmanjeg stupnja takav da je p(L) = 0.
Minimalni i karakteristični polinom matrice imaju jednake skupove nula, moguće različitih kratnosti. Drugi način da se iskaže ovo svojstvo je relacija
μA | φA | μAn.
Relacija μA | φA je posljedica Cayley-Hamiltonovog teorema, prema kojem je φA(A) = 0. Na osnovu ovog svojstva, minimalni polinom matrice se u praksi najčešće nalazi tako što se prvo izračuna i na čimbenike razloži njen karakteristični polinom, a zatim se minimalni polinom traži među njegovim djeliteljima s istim skupom nula. Minimalni polinom kvadratne matrice reda n je stupnja najviše n.

### Minimalni polinom, svojstvene vrijednosti i kanonski oblici matrice
Nule karakterističnog, pa dakle i minimalnog, polinoma matrice su njene svojstvene vrijednosti. Posebice, ako n × n matrica ima n različitih svojstvenih vrijednosti λ1, λ2, ..., λn, tada se njen minimalni i karakteristični polinom podudaraju i oba su jednaka
(X − λ1)⋅(X − λ2) … (X − λn).
Općenito, svaka matrica ima Jordanov normalni oblik, jednoznačno određen do na redoslijed blokova, po nekoliko njih za svaku svojstvenu vrijednost matrice, i koja joj je slična, te tako ima isti minimalni i karakteristični polinom. Ako matrica A ima svojstvene vrijednosti λ1, λ2, …, λk s algebarskim kratnostima r1, r2, …, rk (tako da je r1 + r2 + ... + rk = n), i ako su, za svako 1 ≤ i ≤ k, ν1(i) ≤ ν2(i) ≤ …, ≤ νsi(i) dimenzije Jordanovih blokova koji odgovaraju svojstvenoj vrijednosti λi (tako da je ν1(i) + ν2(i) + ... + νsi(i) = ri), tada je
{\displaystyle \phi _{A}=(X-\lambda _{1})^{r_{1}}(X-\lambda _{2})^{r_{2}}\cdots (X-\lambda _{k})^{r_{k}}}, {\displaystyle \mu _{A}=(X-\lambda _{1})^{\nu _{s_{1}}(1)}(X-\lambda _{2})^{\nu _{s_{2}}(2)}\cdots (X-\lambda _{k})^{\nu _{s_{k}}(k)}}.
Posebno se minimalni i karakteristični polinom matrice podudaraju ako i samo ako svakoj njenoj svojstvenoj vrijednosti odgovara po točno jedan Jordanov blok, odnosno ako i samo ako su geometrijske kratnosti svih svojstvenih vrijednosti (za svojstvenu vrijednost λi to je si, broj odgovarajućih Jordanovih blokova) jednake 1.
Matrica je dijagonalizabilna nad nekim poljem F ako i samo ako je njen minimalni polinom umnožak različitih linearnih faktora nad F.
Matrice kod kojih se minimalni i karakteristični polinom podudaraju se pogodno karakteriziraju upravo kao matrice koje su slične nekoj cikličkoj matrici; linearni operatori koji odgovaraju takvim matricama se i sami nazivaju cikličkim operatorima. Općenito, ako su A1, A2, ...., Al kanonski ciklički blokovi matrice A i φ1 | φ2 | ... | φl njihovi karakteristični (i istovremeno minimalni) polinomi, tzv. invarijantni djelitelji matrice A, tada je
φA = φ1φ2...φl,  μA = φl.

### Poopćenja
Rabeći teorije Galoisa se ustanovljava da minimalni polinom matrice ne ovisi od polja nad kojim se ona promatra: ako je K potpolje nekog polja L i A matrica nad poljem K, tada je minimalni polinom matrice A kao matrice nad poljem K istovremeno i njen minimalni polinom kao matrice nad poljem L.
Minimalni polinom se definira i za matrice nad bilo kojim glavnoidealskim prstenom S kao generatorom ideala polinoma koji poništavaju matricu A u prstenu polinoma S[X], za koji se pak dokazuje da je onda i sam glavnoidealski; u tom slučaju on je definiran jednoznačno do na množenje jedinicama prstena S.
Minimalni polinom se također može definirati i za linearne operatore L na prostorima proizvoljne (moguće beskonačne) dimenzije kao monični polinom p najmanjeg stupnja takav da je p(L) = 0, ako takav polinom postoji. Na primjer, u funkcionalnoj analizi, svaki operator projekcije P u prostoru proizvoljne dimenzije je idempotentan, pa zadovoljava jednadžbu P2 − P = 0. Stoga je njegov minimalni polinom uvijek jedan od polinoma X (za operator projekcije na nul-potprostor), X −1 (za identični operator) ili X2 − X (za sve ostale operatore projekcije).